# Ye Shiwen
Ye Shiwen (叶诗文S, 葉詩文T, Yè ShīwénP; Hangzhou, 1º marzo 1996) è una nuotatrice cinese.

## Biografia
Ai Giochi olimpici di Londra ha vinto l'oro nei 400 metri misti, stabilendo il nuovo record del mondo con il tempo di 4'28"43, e nei 200 metri misti.
L'oro olimpico dei 400 misti è arrivato soprattutto grazie all'incredibile parziale di 58"68 fatto segnare nella frazione dei 100 metri a stile libero. Gli ultimi 50 metri, nuotati in 28"93, sono stati più veloci di 17 centesimi rispetto a quelli nuotati dallo statunitense Ryan Lochte nella prova maschile e di otto decimi più rapidi dell'altro asso statunitense di questo sport, Michael Phelps.  Mai una donna era riuscita a segnare questi tempi.

## Palmarès
- Giochi olimpici

Londra 2012: oro nei 200m misti e nei 400m misti.
- Mondiali:

Shanghai 2011: oro nei 200m misti.
Gwangju 2019: argento nei 200m misti e nei 400m misti.
- Mondiali in vasca corta:

Dubai 2010: argento nei 200m misti e nei 400m misti.
Istanbul 2012: oro nei 200m misti e argento nei 400m misti.
- Giochi asiatici

Canton 2010: oro nei 200m misti e nei 400m misti.
Incheon 2014: oro nei 200m misti, nei 400m misti e nella 4x100m sl.
Hangzhou 2023: oro nei 200m rana, argento nei 200m misti.

## Riconoscimenti
- Pacific Rim Swimmer of the Year: 2011, 2012